# Маначин
Мана́чин — село в Україні, у Волочиській міській територіальній громаді Хмельницького району Хмельницької області. Населення становить 780 осіб.

## Розташування та географія місцевості
Село знаходиться на відстані 15 км від районного центру та 67 км від обласного центру. Межує із Гарнишівкою, Червоною Гіркою, Іванівцями, Гонорівкою, Рябіївкою, Курилівкою.
Сусідні населені пункти:
З північного сходу на захід через село протікає річка Грабарка. Грабарка відділяє «Містисько» (велике і мале) від решти села. поблизу села пролягає залізничний та шосейний шлях Київ — Львів. На північному заході села проходить Газопровід Дашава — Київ. Рельєф села — хвиляста рівнина, ґрунт чорноземний, у східній та західній частині села є поклади глини.
Наподалік від села розташований Маначинський гідрологічний заказник.

## Адміністративне підпорядкування
- 1796 — 1923 центр Маначинської волості Старокостянтинівського повіту Волинської губернії Російської імперії.
- 1923 — 1930 село Волочиського району Проскурівської округи Подільської губернії Української СРР.
- 1935 — 1937 село Волочиського району Проскурівського округу Вінницької області УСРР.
- 1937 — 1954 село Волочиського району Кам'янець-Подільської області.
- 1954 — 1991 село Волочиського району Хмельницької області УРСР.
- 1991 і дотепер — село Волочиського району Хмельницької області України

## Історична довідка
Село Маначин виникло на підвищенні серед болота, що витягнулося між річкою Грабаркою і річкою Брудною зі сходу на захід завдовжки майже з кілометр. В околицях села виявлено поселення мідно-кам'яної доби III тис. до н. е. бронзової доби II до н. е. і слов'ян VI—VIII ст. У 2007 р. біля Північно-Східної околиці села виявлено поселення черняхівської культури III—IV ст.
В IX-Х століттях поселення входило до Київської Русі, було в складі Галицько-Волинського князівства, що утворилося в 1190 році. Село є історичною пам'яткою Київської Русі і природоохоронним заповідником України.

### У складі Королівства Ягеллонів, Османської імперії і Речі Посполитої
З XIV ст. Маначин входив до складу Литовського Великого князівства, а з XV ст. до складу Волинського воєводства Королівства Польського.
В 40-70-х роках XVI століття ці землі були загарбані польськими і литовськими феодалами. Один з князів литовських Свидригайло (1430—1432 роки) передав значну частину земель українським шляхтичам, зокрема в Ожиговецький ключ (волость). Від нього і походять князі Збаразькі, яким належало село. Вишневецькі залишили село.
У східній частині села ще в XVI столітті був збудований замок, який захищав населений пункт від ворогів — татар. Це місце має вишляд насипу і назівається в народі «Замчисько». По розповіддям тут колись викопали частину дзвону та шпагу. Також було містечко («Містисько»), де розвивались різні ремесла, відбувалась торгівля, поселенці займалися хліборобством. І сьогодні місцеві жителі цими словами називають вулиці у селі Маначин.
Село належало то князям Збаразьким, то Вишневецьким, то Потоцьким, то Ледуховським. Між ними не припинялась боротьба за володіння, а після розпаду Золотої Орди в 1443 році було утворено Кримське ханство. Потерпало село від нападу кримчаків. З 1450 по 1550 рік ними було вчинено 24 грабіжницьких напади. В «Описі України» Леванссера де Боплана сказано, що не було села, з якого б не брали малолітніх хлопчиків в яничари.
З часу Люблінської унії з 1569 по 1795рр село було під владою Речі Посполитої, а з 1565 року — Волинського воєводства. В маєтках почав діяти «Устав на волоки» (волок — 16,8 га землі), які стали одиницею оподаткування і обчислення феодальних повинностей. Запровадження «волочної» системи було однією з основних причин селянсько-козацьких повстань, зокрема повстання Северина Наливайка в 1594—1596 роках селяни підтримали це повстання, допомагали повстанцям.
Шляхта багатіла від перепродажу земель. В 1569 році Костянтин Вишневецький продав Маначин Гартаму Кривецькому. Напади татар не припинялись. В 1589 і 1593 рр вони нападали на володіння князів Збаразьких, але козаки не дали вивезти награбоване. Про спустошення та пограбування писали возні Луцького суду Криштоф Щука і Станіслав Яновський в 1601 році (книга Луцкая, К городская — 2415, поочная, год 1601, лист 793/5/).
20-21 вересня 1604 року в селі зупинялося українсько-польське військо яке 20 червня 1605 року захопило Москву.

За Бучацьким мирним договором Речі Посполитої з Османською імперією, село опинилось під владою османів. Османсько-татарська навала 1672—1699 рр завдала багато лиха нашому краю. Описуючи цю місцевість, папський посланець Ульріх фон Вердум, повертаючись із Запорожжя у 1672 році, згадав і село Маначин: 
|  | Ідучи з Купеля весь час з гори, потрапляєш до Маначина, куди три милі (миля — 7,4 км). Це невеличке містечко на остріву серед озера, захищене частоколом. В ньому папський і руський храм. Належить також князю Костянтину Вишневецькому |

А напередодні, в 1596 році, князі Вишневецькі та Збаразькі прийняли нову Берестейську унію, яка об'єднувала католиків і православних. Важке становище жителів описує М. Семаликевич. Біда і злидні в парі ходять і голодні роки за ними (1570, 1591,1630, 1932—1939 р.).
Напади татар в 1624 році спустошили село. Та народному терпінню настав кінець. Визвольна війна народу докотилась і до нашого краю. Повстанці-селяни і козаки в 1648—1654 роках вибили шляхту з 11-ти володінь. Утікав князь Вишневецький разом з княжною і сином Михайлом (отим, що пізніше став королем Польщі). Богдан Хмельницький і Максим Кривоніс з Пилявець рушали на Збараж. Не допомогли панам і фортеці. Багато чоловіків приєдналося до війська Хмельницького.
Та село Маначин залишилось і надалі під владою Речі Посполитої. Повернувся у свої маєтки Дмитро Вишневецький і жорстоко мстив тим, хто був у козаках.
В 1653 році на подільський край знову напала кримська орда, якій Хмельницький дозволяв грабувати міста і села. Пограбовано було і Маначин. В 1672 році за Бучацьким миром, який був укладений з Річчю Посполитою, османські війська знову окупували Подільське воєводство. Двадцять сім років були османи на Поділлі (аж до 1699 року).
Магнати торгували своїми маєтками, здавали їх в оренду.
У 1747 році парафіянами села побудовано на кам'яному фундаменті дерев'яну церкву Успіння Пресвятої Богородиці.
В другій половині XVIII століття село Маначин належало Юзефу Потоцькому, Воєводі київському. В 1772 році він продав Волочиськ та інші належні йому села (в тому числі і Маначин) коронному маршалку Фрідріху Мошинському за 1700 тисяч злотих. Фрідріх Мошинський був сином підскарбія (міністр фінансів) Яна Конти і графині Косел, позашлюбної дочки польського короля Августа II — один з найбагатших магнатів Речі Посполитої, у власності якого було 169,4 тисяч десятин землі, багато крамниць і промислових підприємств.

### У складі Російської імперії
В результаті другого поділу Речі Посполитої в 1793 році Поділля і Волинь були приєднані до Російської імперії.
У XIX ст. у Маначині в 1867 році нараховувалось 210 дворів, у 1888 р. проживало 1188 людей, а в 1899 р. було 296 дворів з населенням 1708 чоловік. Село належало графині А. Ледуховській.
Велике невдоволення селян викликала реформа 1861 року. Ця реформа передбачала викуп земель, якими вони користувались раніше. Було скасоване кріпосне право. Після повстання 1863 року царський уряд пішов на поступки. Викуплені платежі були зменшені на 20 % — по 6 десятин на двір. То була голодна воля. З'явилось багато селян-копачів, огородників, комірників.
У 1872 році парафіянами села була побудована капличка на «память чудесного спасіння життя Олександра II від небезпеки, яка загрожувала йому 4 квітня 1866 року та 25 травня 1967 року».
У 1892—1895 роках на місці старої церкви, котра не вміщала всіх парафіян, побудована нова церква.
Про низький рівень освіти селян свідчить той факт, що близько 90 % було неписьменними. У селі був один фельдшер, однокласне народне училище, у якому в 1890 році навчалось лише 53 хлопчики, а в 1903 році вже 69 хлопчиків і 4 дівчинки. В 1899 році в селі нараховувалось 296 дворів з населенням 1708 чоловік.
Революція 1905—1907рр знайшла свій відгук серед селян. Разом із робітниками-залізничниками станції Волочиськ страйкували жителі Маначина, вимагаючи підвищення оплати їхньої праці. Їх підтримували робітники.
За переписом 1911 р. в Маначині було 2278 житителів. Село було центром волості, мало однокласову школу, фельдшерський пункт, дві крамниці, горілчану державну крамницю, паровий, а раніше два водяні млини, кооператив, двокласову школу.

### Визвольні змагання та радянська окупація
З 10 грудня 1917 року село Маначин було під владою Центральної Ради.

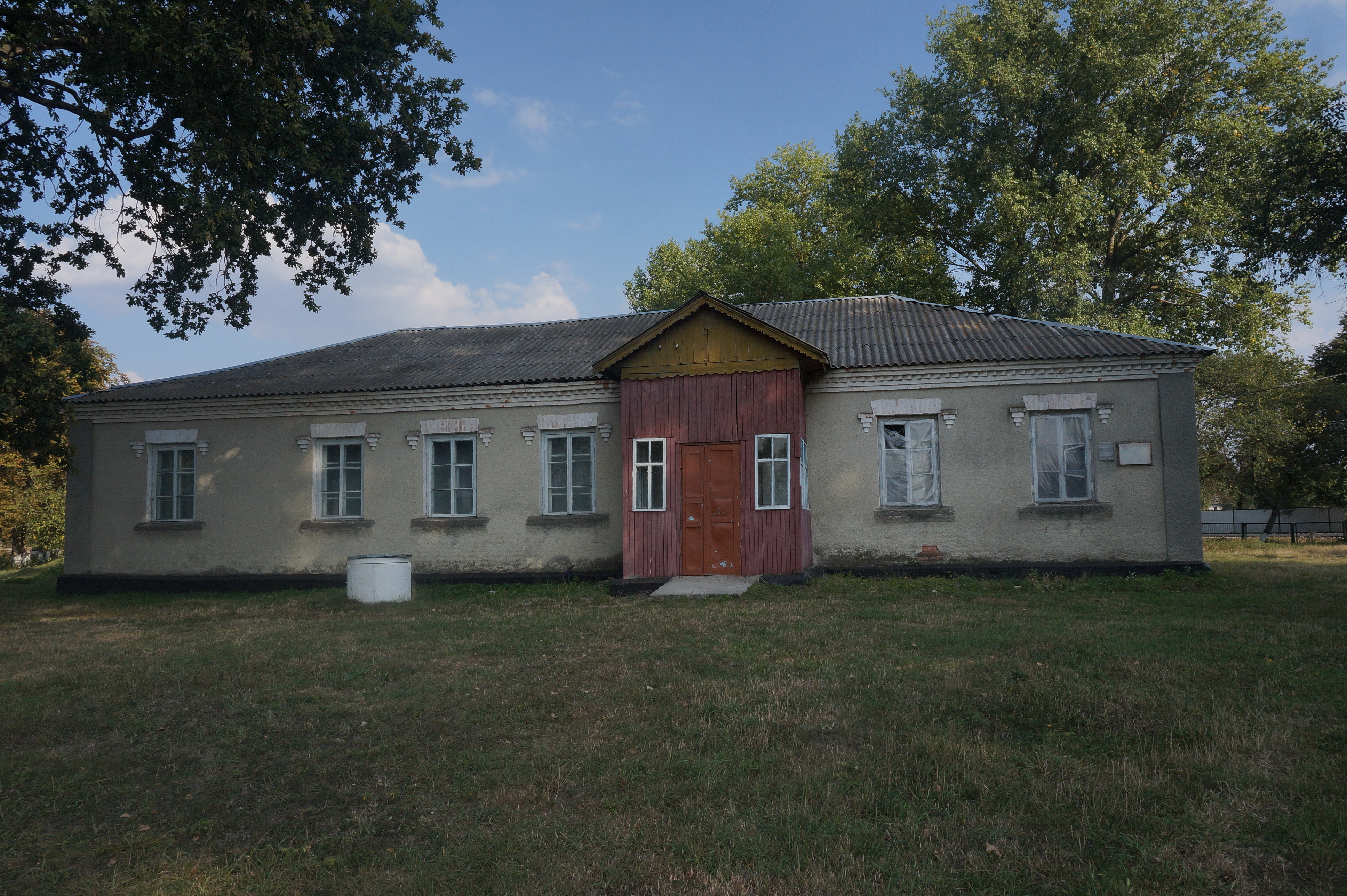
Будинок, в якому розміщувався штаб 8-ї Червоної козачої дивізії

А вже 19 лютого 1918 року село перейшло під владу гетьманців. 14 грудня 1918 року Скоропадський зрікся влади і втік до Німеччини. В липні 1920 року польські війська окупували село, та не довго вони панували.
У листопаді 1920 року біля сіл Писарівка та Маначин відбувалися бої Червоної Армії з військами УНР.
21 листопада 1920 року Симон Петлюра зі своїм військом перейшов кордон. У селі Маначин та й на всій Україні розпочалась тривала радянська окупація.
На початку 1921 року відбулися вибори до ради робітничих, селянських і червоноармійських депутатів. Було проведено поділ поміщицької землі. Земельний комітет розподілив між селянами поміщицьку та церковну землю, худобу та сільськогосподарський інвентар. В селі було створене споживче товариство, через яке селяни збували свої сільськогосподарські продукти і закуповували сільськогосподарський інвентар. В 1923 році в селі проведено землевпорядкування.
У березні 1923 року був утворений Волочиський район Проскурівської округи, до якого увійшла поряд з іншими Маначинська волость. У 1923 році в селі було організоване Григорієм Омеляновичем Мартишевським одне з перших на Поділлі Товариство спільної обробки землі. Цьому товариству було виділено 41,8 десятини землі, а в січні 1924 року сім родин об'єдналися в сільськогосподарську артіль «Заповіт Ілліча» із земельним наділом 46 десятин землі. Першим головою артілі в 1927 році було обрано Щирбу Г. К., а згодом Дмитренка Т. Ф. Головою ТСОЗу було обрано Климчука М. Й.
У 1928 році на полях артілі з'явився перший трактор «Фордзон». Першим трактористом артілі став Щирба Роман. Селяни переконувалися у вигідності колективного господарювання. Кількість членів артілі зростала, проте не без труднощів. Заможні селяни, яких називали куркулями, проводили агітацію проти колгоспу, саботували хлібоздачу.
У 1929 році в селі працювала лікарня, у якій працювали 1 лікар, 2 медичні сестри та санітарка. При лікарні були сезонні дитячі ясла, які відвідувало 45 дітей.
В листопаді 1929 року розпочалася соціальна колективізація. Й. Сталін називав колективізацію «революцією зверху». Незважаючи на великі труднощі, у березні 1931 року 86 % жителів села стали членами колгоспу «Заповіт Ілліча». У 1931 році ланкова К. Б. Дичок вже одержувала по 330 центнерів цукрових буряків з гектара, а через три роки артіль здобула право демонструвати свої досягнення в Москві на Всесоюзній сільськогосподарській виставці (ВСГВ). До Почесної книги виставки було занесено прізвища П. Д. Галічевської, Ф. К. Медзатої, С. А. Зінкевич.
У 1933 році багато селян померли внаслідок Голодомору-геноциду.

### Голодомор в Маначині
За даними різних джерел в селі в 1932—1933 роках загинуло близько 20 чоловік. На сьогодні встановлено імена 11. Мартиролог укладений на підставі поіменних списків жертв Голодомору 1932—1933 років, складених Маначинською сільською радою. Поіменні списки зберігаються в Державному архіві Хмельницької області.
- Божок Варвара, вік невідомий, 1933 р., причина смерті від недоїдання
- Божок Іван, вік невідомий, 1933 р., причина смерті від недоїдання
- Божок Клим, вік невідомий, 1933 р., причина смерті від недоїдання
- Божок Семен, вік невідомий, 1933 р., причина смерті від недоїдання
- Жуковський, вік невідомий, 1933 р., причина смерті від недоїдання
- Ковальчук Мелеян Олександрович, вік невідомий, 1933 р., причина смерті від недоїдання
- Ковальчук Рузя, вік невідомий, 1933 р., причина смерті від недоїдання
- Плосконос Іван, вік невідомий, 1933 р., причина смерті від недоїдання
- Плосконос Ікон, вік невідомий, 1933 р., причина смерті від недоїдання
- Плосконос Танаська, вік невідомий, 1933 р., причина смерті від недоїдання
- Сім'я Климчук Маріанни, вік невідомий, 1933 р., причина смерті від недоїдання

У 1933 році бригада колгоспу К. І. Юхимика була першою і найкращою в області, їй було вручено Перехідний Червоний Прапор Вінницького обкому і облвиконкому та премію у 3000 карбованців. Велику допомогу колгоспу надавали МТС, яких в районі було три: Війтовецька, Волочиська та Купільська. По вирощуванню зернових культур, цукрових буряків, тваринницької продукції колгосп «Заповіт Ілліча» посідав одне із перших місць в районі, його досвід став надбанням колгоспників району.
В 1940 році цей колгосп був учасником Всесоюзної сільськогосподарської виставки у Москві і нагороджений дипломом II ступеня, премією в розмірі 5000 карбованців та мотоциклом.
Панування культу особи Сталіна і сталінське свавілля призвело до падіння моралі. Люди втратили віру в добро, у світле майбутнє.

### Маначин під час Другої Світової війни

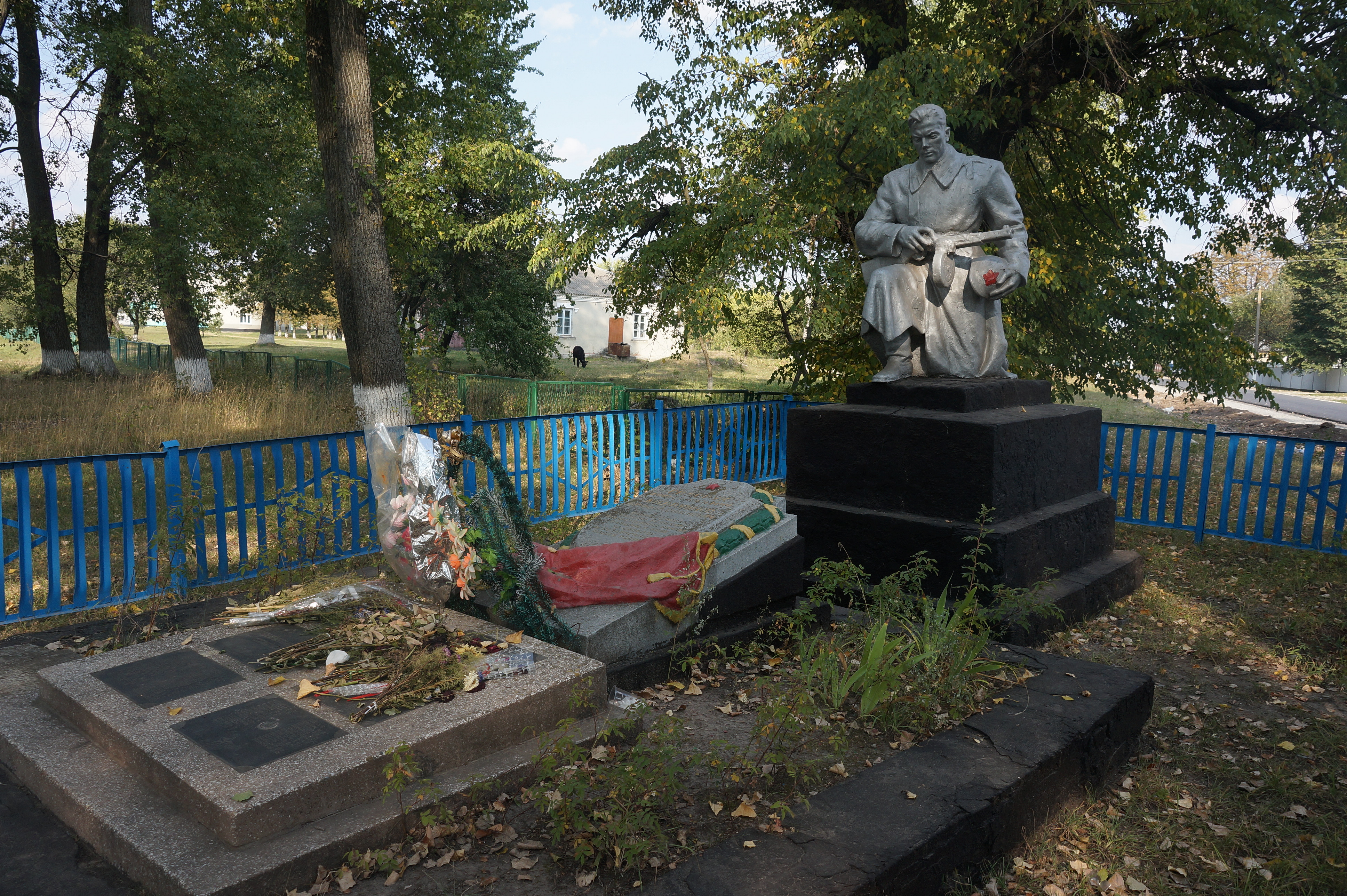
Братська могила радянських воїнів

7 липня 1941 року Маначин окупували нацистські війська: нацисти розправлялись з населенням, примушували працювати на ремонті доріг, обробляти землю, збирати урожай, який вивозили до Німеччини. Окупанти вивезли все поголів'я ферми, наклали непомірні податки. Податок накладався у розмірі від 100 до 300 карбованців, навіть на собак та кішок по 150 карбованців. Не було такої сім'ї, яку б окупанти не пограбували. Нацисти насильно вивезли на каторжні роботи до Німеччини 89 жителів села, переважно молодь. В селі була створена підпільна група, яка підтримувала зв'язки з партизанським загоном Івана Старинця із з'єднання партизан А. З. Обухи.

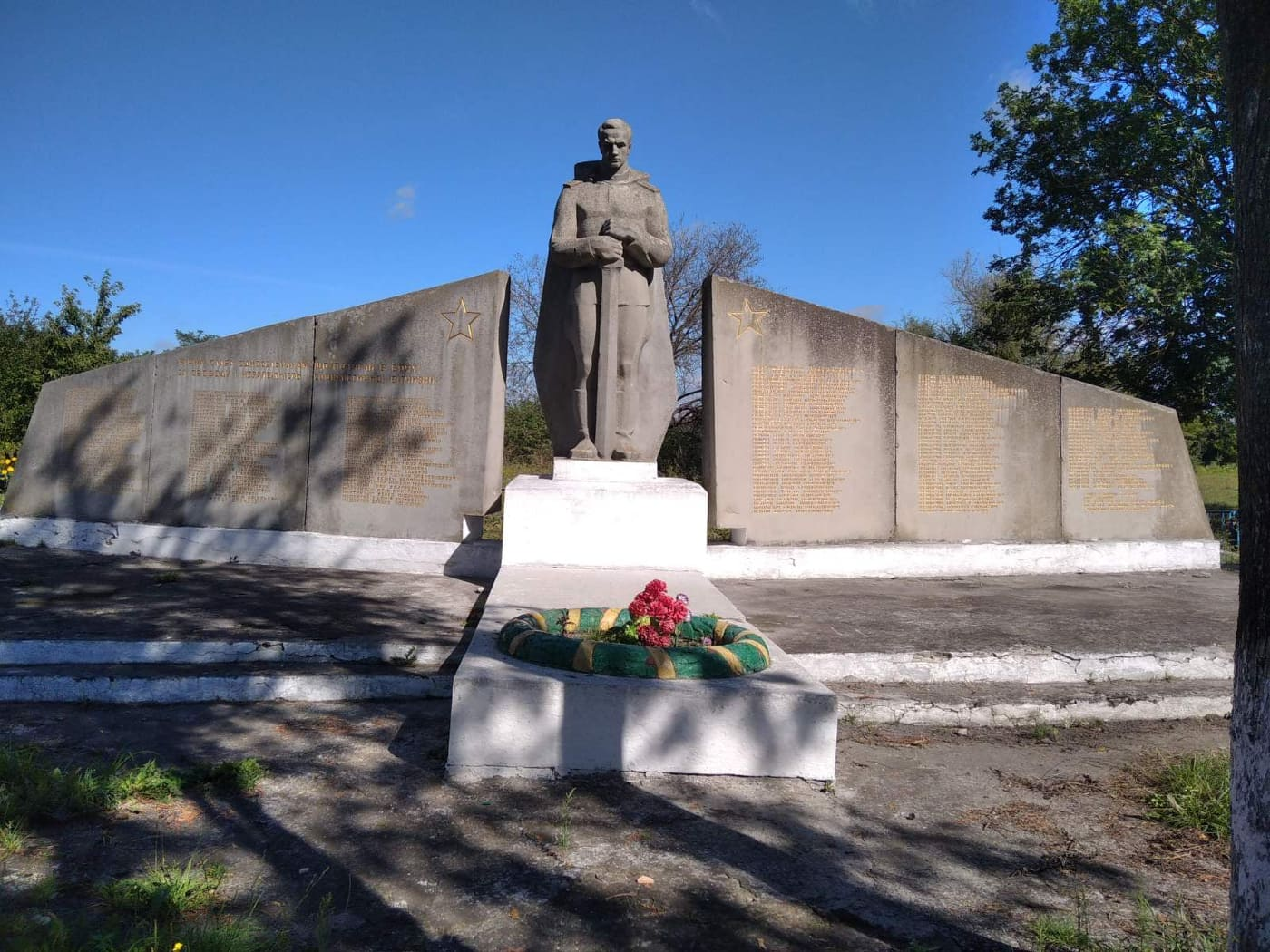
Пам'ятник воїнам-односельчанам

У Маначині окупанти спалили 114 хат, двоповерхову школу, зруйнували лікарню, клуб, артільне господарство. Частина села, особливо Містисько, була спалена. Загальна сума збитків, завданих нацистськими окупантами, становила 3004600 карбованців (за цінами 1961 року). 5 березня 1944 року в результаті Проскурівсько-Чернівецької операції військ 1-го Українського фронту 267-й бронетанковий полк та 2-й мотострілецький батальйон розгромили штаб дивізії СС «Адольф Гітлер», унтерофіцерську школу та визволили село від ворога. В боях за село загинуло 46 червоноармійців. Разом із частинами Червоної Армії у визволенні села брали участь партизани загону С. А. Олексенка.
Зі сльозами на очах зустріло село День Перемоги 9 травня 1945 року. В село повертались люди з фронту та нацистського рабства. У село не повернувся 181 чоловік. У селі створено Братську могилу радянських воїнів. На початку 60-х років до Маначина перенесли Братську могилу села Гонорівка, яке на той час відносилось до Маначинської сільської ради. У 1967 році встановлено Пам'ятний знак на честь воїнів-односельчан (вул. Центральна, 5). Братську могилу та Пам'ятний знак, котрі занесено до Пам'яток історії Волочиського району. 28 чоловік нагороджено орденами та медалями, а капітан Р. В. Трачук та старшина П. Л. Десятник нагороджені орденом Червоного Прапора.
В 1952 році в селі завершено відбудову зруйнованих під час війни приміщень. Село оновилося. Правління колгоспу очолив М. В. Кушнір, який доклав багато зусиль для того, щоб село мало впорядкований вигляд. У цей час було збудовано 197 житлових будинків, село було електрифіковане і радіофіковане, підвищились культура та побут жителів села. В селі діяла середня школа, у якій навчалось 412 учнів і працювало 29 учителів. Більше 35 дітей колгоспників навчалося у вищих та середніх навчальних закладах.
В 1965 році в селі нараховувалось 126 дворів з населенням 399 чоловік.
У 1975 році відбулось укрупнення колгоспів: було об'єднано колгосп «Заповіт Ілліча» села Маначин із колгоспом «12-річчя Жовтня» села Гарнишівка і залишено назву «Заповіт Ілліча».
За сприяння Купчика Анатолій Варламовича, який на той час працював у Держплані СРСР, було розпочато роботи з газифікації п'яти населених пунктів.
За роки радянської влади вихідцями з села стало 59 офіцерів, 61 вчитель, 12 лікарів, 1 артист, 9 агрономів, 8 зоотехніків та близько 50 чоловік партійно-державних працівників, поет Я. М. Кремінський.

### Часи незалежності
У 1992 році відбулось роз'єднання колгоспу. Села Вигода, Іванівці, Гарнишівка увійшли до колгоспу «Заповіт Ілліча», а села Маначин та Червона Гірка — до колгоспу «Лесі Українки». У цьому ж році було утворено сільські ради.
22 березня 2008 року в клубі села Гарнишівка відбувся фестиваль художньої самодіяльності, присвячений 85-ій річниці утворення Волочиського району. У ньому брали участь учасники художньої самодіяльності з сіл Гарнишівка, Порохня, Маначин.
12 червня 2020 року, відповідно до розпорядження Кабінету Міністрів України № 727-р «Про визначення адміністративних центрів та затвердження територій територіальних громад Хмельницької області», увійшло до складу Волочиської міської громади.
19 липня 2020 року, в результаті адміністративно-територіальної реформи та ліквідації Волочиського району, увійшло до складу новоутвореного Хмельницького району.

## Символіка
Затверджена 9 лютого 2018 р. рішенням № 1367 XXXIV сесії міської ради VII скликання. Автори — В. М. Напиткін, К. М. Богатов, Сергій Сергійович Гуцал, Ірона Петрівна Грабовська, Надія Андріївна Грубальська, Ольга Миколаївна Гуменюк, Олександр Борисович Мендзатий.

### Герб
На зеленому щиті опукла база, перетята бурхливо-хвилясто на золоте і лазурове, у нижній частині бази пливе срібна риба. З бази виходить срібна мурована башта з золотим язиком полум'я, супроводжувана по сторонам двома срібними качками, які летять. Щит вписаний в декоративний картуш і увінчаний золотою сільською короною. Унизу картуша напис «МАНАЧИН».
Герб означає легенду про замок, що колись існував на острові серед боліт, і вогні-«маячки», якими люди позначали вночі дорогу. Качки і риба — символ багатих природних ресурсів.

### Прапор
Квадратне полотнище поділене горизонтально на три рівновеликі смуги — білу, зелену і синю, нижні смуги розділені хвилясто. На верхній смузі три червоних язики полум'я в ряд.

## Релігія
- церква Успіння Пресвятої Богородиці (2005, УГКЦ)

## Маначинська загальноосвітня школа I—III ступенів
Сімдесятирічна Маначинська загальноосвітня школа I—III ступенів розташована у центрі села.
У школі навчається 136 учнів, працює 21 вчитель. З них мають звання: «Старший вчитель» — 2,
«Вчитель методист» — 1,
вища категорія — 9,
І категорія — 5,
ІІ — категорія — 2,
спеціаліст — 5.
Історія школи
У 20-х роках XIX століття велика увага приділялась розвитку школи та освіти. Колишнє приміщення волості було передано школі, збудовано приміщення сільської ради, кооперації і будинку культури. До 1927 року діяла лише початкова чотирирічна школа, а згодом було відкрито неповну середню, що дало можливість збільшити кількість учнів до 360 чоловік. Проте, приміщення далі було замале і під школу передали приміщення сільської Ради, де у листопаді 1920 року знаходився штаб 8 червонокозачої дивізії під командуванням В. М. Примакова. Там обладнали 6 класних кімнат. Це дало змогу охопити навчанням близько 360 учнів. У 1932 році школу відзначено як зразкову в політехнізації навчання. У 1932 році, почалося будівництво нового шкільного будинку. В 1934 році на базі семирічки створено середню школу, яка була одним з перших на Поділлі середніх загальноосвітніх навчальних закладів.
У двоповерховому приміщення при школі працювали бібліотека, майстерня, їдальня, буфет. Учні брали участь у суспільно-корисній роботі, біля школи було закладено сад, озеленювалось село.
У 1940 році в ній навчалось 677 учнів і працювало 26 учителів, директором школи був Булавко М. С.
Мир на землі перервали чорні 1941—1945 роки. Перерваним було і навчання у школі, яке відновилося у 1944 році. Очолив школу у той час Іван Петрович Гринь. У школі працювали досвідчені вчителі Тихолаз Д. Т., Гринь А. І., Щабельська Г. С., Грабовська А. П., Довганюк Г. П., Довганюк П. А
У 1944 році школа була спалена.
У 1967 була відбудована у сучасну двоповерхову школу (такий вигляд вона має до сьогодні), директором був Недзельський М. Д.
У 70-80-ті р.р. — школу очолювали Жолобецький В. М., Ревуцький В. В.
Директором школи з 1989 року працює Серба Р. Р. Директором школи з 2015 року працює Осінська В.І

## Соціальна сфера
У селі крім школи працює фельдшерсько акушерський пункт, котельня. Наявний дошкільний навчальний заклад «Дзвіночок».
Головними проблемами села є ремонт: доріг, сільської ради, дитячого садку, бібліотеки, СБК, благоустрій села, вуличне освітлення.

## Відомі люди
- Климчук Гнат Кирилович (народився 28 лютого 1915 року — † 04 вересня 2006 року) — заслужений діяч мистецтв України, нагороджений почесною грамотою президії Верховної Ради УРСР, кавалер ордену Трудового Червоного Прапора, директор Чернівецької обласної філармонії (1959—1975), учасник ВВВ, нагороджений орденом Червоної Зірки, бойовими медалями. Відкрив дорогу до слави та народної любові молодим, талановитим, тепер всесвітньо відомим Софії Ротару, Назарію Яремчуку, Василю Зінкевичу, створивши при Чернівецькій обласній філармонії, на основі самодіяльних колективів, перші в України професійні вакально-інструментальні ансамблі «Червона Рута» та «Смерічка»
- Кремінський Ярослав Миколайович (народився 10 жовтня 1937 року) — доктор медичних наук, професор кафедри акушерства, гінекології та перинатології ФПО, член Національної спілки письменників України. Я. М. Кремінський — голова осередку Всеукраїнського товариства «Просвіта» Луганського державного медичного університету. За вагомий особистий внесок у справу українського національного відродження товариство «Просвіта» у 2009 р. нагородило професора Я. М. Кремінського медаллю «Будівничий України».
- Недзельський Денис Єфремович (народився 1925 року) — заслужений геолог України, Лауреат Державної премії України в галузі науки і техніки, головний геолог Красногвардійської експедиції тресту «Харківнафтогазрозвідка».